# NGC 1472
NGC 1472 је лентикуларна галаксија у сазвежђу Еридан која се налази на NGC листи објеката дубоког неба.
Деклинација објекта је - 8° 34' 5" а ректасцензија 3h 53m 47,3s. Привидна величина (магнитуда) објекта NGC 1472 износи 14,4 а фотографска магнитуда 15,4. NGC 1472 је још познат и под ознакама NPM1G -08.0152, PGC 14050.